# Laguiole (navaja)

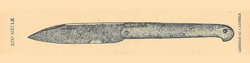
Lagiole droit, el primer diseño de la navaja Laguiole.

La navaja Laguiole es una navaja de bolsillo tradicional occitana de alta calidad, diseñada y producida originalmente en Laguiole, una pequeña ciudad francesa, y la «ciudad de los cuchillos» de Thiers, de donde proviene el 70% de la producción francesa de herramientas de corte; ambas localidades están ubicadas en la región de Aveyron, Francia.

## Historia

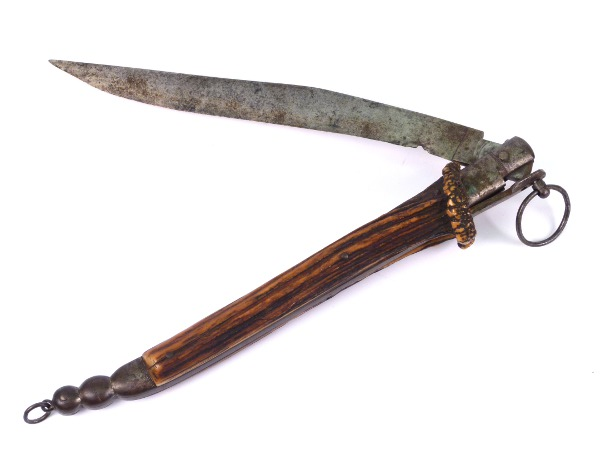
Navaja española que data de alrededor de 1790; tiene la hoja de estilo yatagán y la empuñadura curva que influyeron en el desarrollo posterior de la laguiole clásica

La mayor influencia en el diseño de la laguiole clásica probablemente sea la navaja arábigo-hispana de Andalucía, España. La laguiole fue diseñada por primera vez en 1829 por Jean-Pierre Calmels. Las primeras hojas de las navajas laguioles eran de tipo recta y se manejaban con el llamado droit laguiole; el clásico laguiole tipo navaja parece haberse desarrollado alrededor de 1860. El droit calmels laguiole tenía un «medio bloqueo» en la cuchilla donde una pequeña proyección en el extremo de la descendencia (mouche) ejerce presión sobre una muesca correspondiente en el talón de la cuchilla cuando el cuchillo está abierto; esto, y no el sistema de bloqueo completo de la navaja, siguió siendo una característica fija en los cuchillos laguiole posteriores. Las migraciones estacionales de pastores y pastores de ganado entre la España catalana y el sur de Francia en verano e invierno introdujeron la navaja en Francia. El diseño arábigo-hispano de la navaja se fusionó con el de los cuchillos plegables locales representados por patrones más antiguos como el laguiole droit y el Capuchadou; el resultado se convirtió en la laguiole clásica. En 1840, el primer punzón o trocar (un instrumento quirúrgico utilizado para perforar las cavidades corporales y aliviar el sufrimiento del ganado y otros animales con hinchazón) se añadió a algunos diseños de navajas laguioles. En 1880, algunos modelos de laguiole comenzaron a presentar un sacacorchos, en respuesta a las demandas de los propietarios de bares en Auvernia y restaurantes en París.

## Diseño

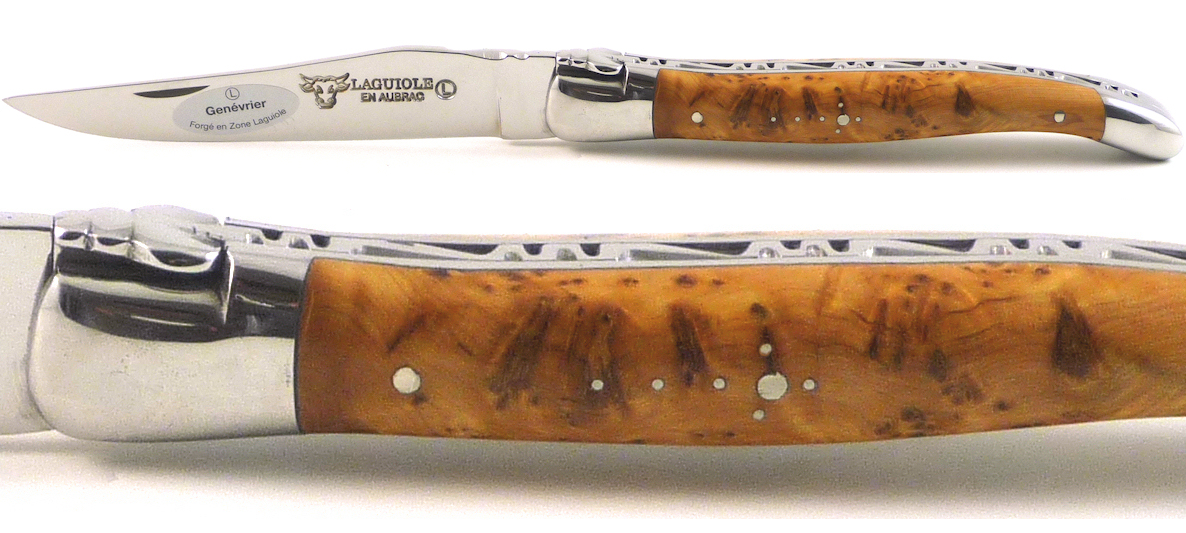
Un moderno cuchillo plegable laguiole de forma clásica con la hoja abierta, la escala de agarre de madera muestra la típica cruz hecha de alfileres metálicos

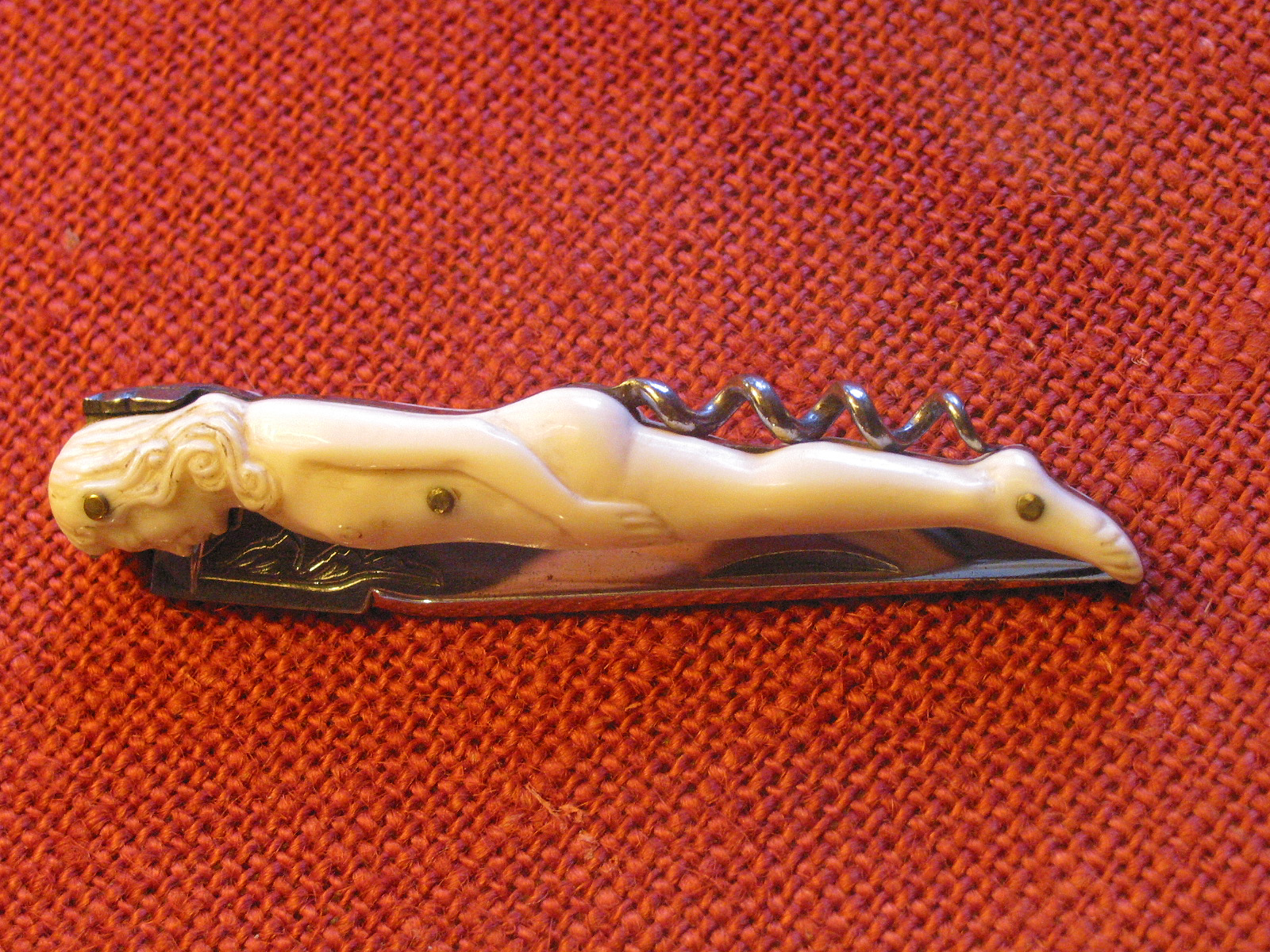
Una navaja laguiole de principios del siglo XX con un sacacorchos, la empuñadura de marfil tallada en forma de mujer desnuda

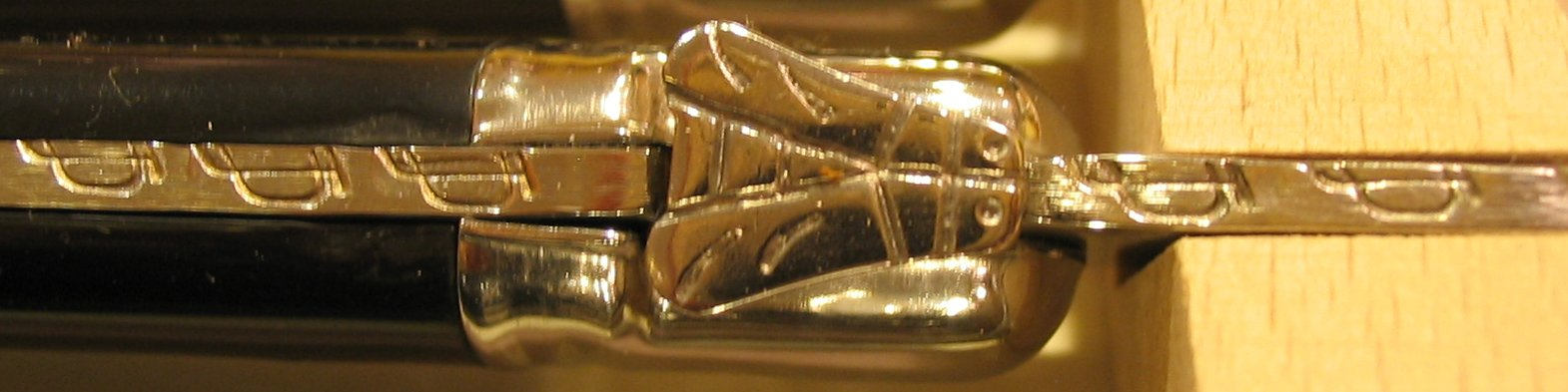
La «abeja» o «mosca» en el extremo de la descendencia de los cuchillos laguiole

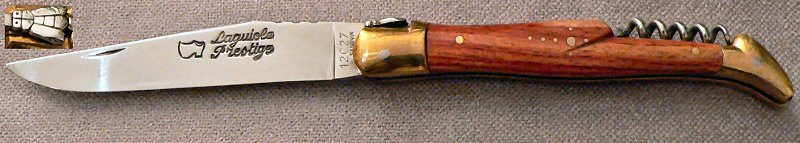
Navaja laguiole moderna, con sacacorchos.

Las navajas laguiole clásicas poseen un contorno delgado y sinuoso. Miden alrededor de 12 cm de largo cuando están cerradas, con una hoja estrecha y cónica de forma semiyatagán, un refuerzo de acero (junta deslizante) y una alta calidad de construcción. Tradicionalmente, la empuñadura estaba hecha de cuerno de ganado; sin embargo, hoy en día se utilizan otros materiales. Estos materiales incluyen maderas francesas, maderas exóticas de todo el mundo y marfil de mamut fosilizado de Alaska o Siberia. El diseñador francés Philippe Starck rediseñó navajas laguioles utilizando aluminio para las garras, pero fue solo un remake de un modelo de 1910. La hoja puede estar hecha de acero inoxidable o de acero con alto contenido de carbono.
La laguiole tradicional utiliza una sola cuchilla, pero a veces se agrega un sacacorchos u otro implemento. Esto requiere una empuñadura recortada aún más delgada, cuya forma se conoce de manera fantasiosa como la «pierna de la dama», el refuerzo en la base se asemeja a un pie. En la empuñadura de algunas laguioles desde finales del siglo XIX hasta nuestros días se puede encontrar una «Cruz del Pastor» que consta de seis a ocho clavijas de metal con incrustaciones que forman una cruz. Este adorno es una referencia a una leyenda de pastores católicos que necesitan una cruz para orar durante sus migraciones estacionales entre las montañas y las llanuras. Lejos de cualquier capilla o catedral, el pastor enterraría su laguiole abierta hacia abajo en la tierra, exponiendo la cruz visible en la empuñadura para propósitos de oración.
Hay mucha mitología sobre el insecto diseñado sobre el lomo de la empuñadura, el cual puede ser una abeja o una mosca. Una leyenda identifica el diseño como una abeja otorgada por el emperador Napoleón I (la abeja fue adoptada como símbolo dinástico por Napoleón) en reconocimiento al coraje de los soldados locales. Sin embargo, la «abeja» en las navajas laguiole solo se introdujo después de la Segunda Guerra Mundial, más de un siglo después de la muerte del emperador. Técnicamente, el «mouche» (literalmente «mosca») es el final de la descendencia, que se encuentra sobre la parte giratoria de la hoja. La sección superior se expandió para formar un reposadedos. Los cuchillos laguiole más antiguos presentan muchos tipos de resortes decorados que no necesariamente presentan insectos.
Hay alrededor de 109 pasos de producción para un laguiole de una pieza (hoja única), aproximadamente 166 para uno de dos piezas (cuchilla y otra herramienta), y aproximadamente 216 para un modelo de tres piezas (cuchilla y dos herramientas - sacacorchos y punzón).
Desde entonces, el nombre «laguiole» se ha utilizado como designación de marca registrada para varios otros implementos, de modo que ahora se puede comprar, por ejemplo, un juego de sacacorchos, cuchara o cuchillo para bistec «laguiole».

## Sitios de producción
Como el nombre «laguiole» designa un tipo de cuchillo y no es una marca o nombre comercial, las navajas laguiole se fabrican en todo el mundo. Esto ha llevado a la disponibilidad generalizada de cuchillos económicos y, a veces, de baja calidad, fabricados en Asia. Las navajas laguiole de calidad están hechas a mano en Francia por trabajadores calificados. La producción francesa se comparte entre el centro de cuchillería de Thiers y el pueblo de Laguiole. Los fabricantes franceses de calidad estampan una marca o firma en el acero de sus cuchillos, y a menudo también graban una descripción del tipo de acero utilizado y la leyenda «Hecho en Francia» como una garantía de origen.